# Lisle (pueblo)
Lisle es un municipio situado en el condado de Broome, en el estado de Nueva York, Estados Unidos. Tiene una población estimada, a mediados de 2023, de 2632 habitantes.

## Demografía
Según la estimación 2018-2022 de la Oficina del Censo, los ingresos medios de los hogares de la localidad son de $60,517 y los ingresos medios de las familias son de $64,211. Alrededor del 17.3% de la población está por debajo de la línea de pobreza.